# Andrena krausiella
Andrena krausiella är en biart som beskrevs av Gusenleitner 1998. Andrena krausiella ingår i släktet sandbin, och familjen grävbin. Inga underarter finns listade i Catalogue of Life.

## Bildgalleri

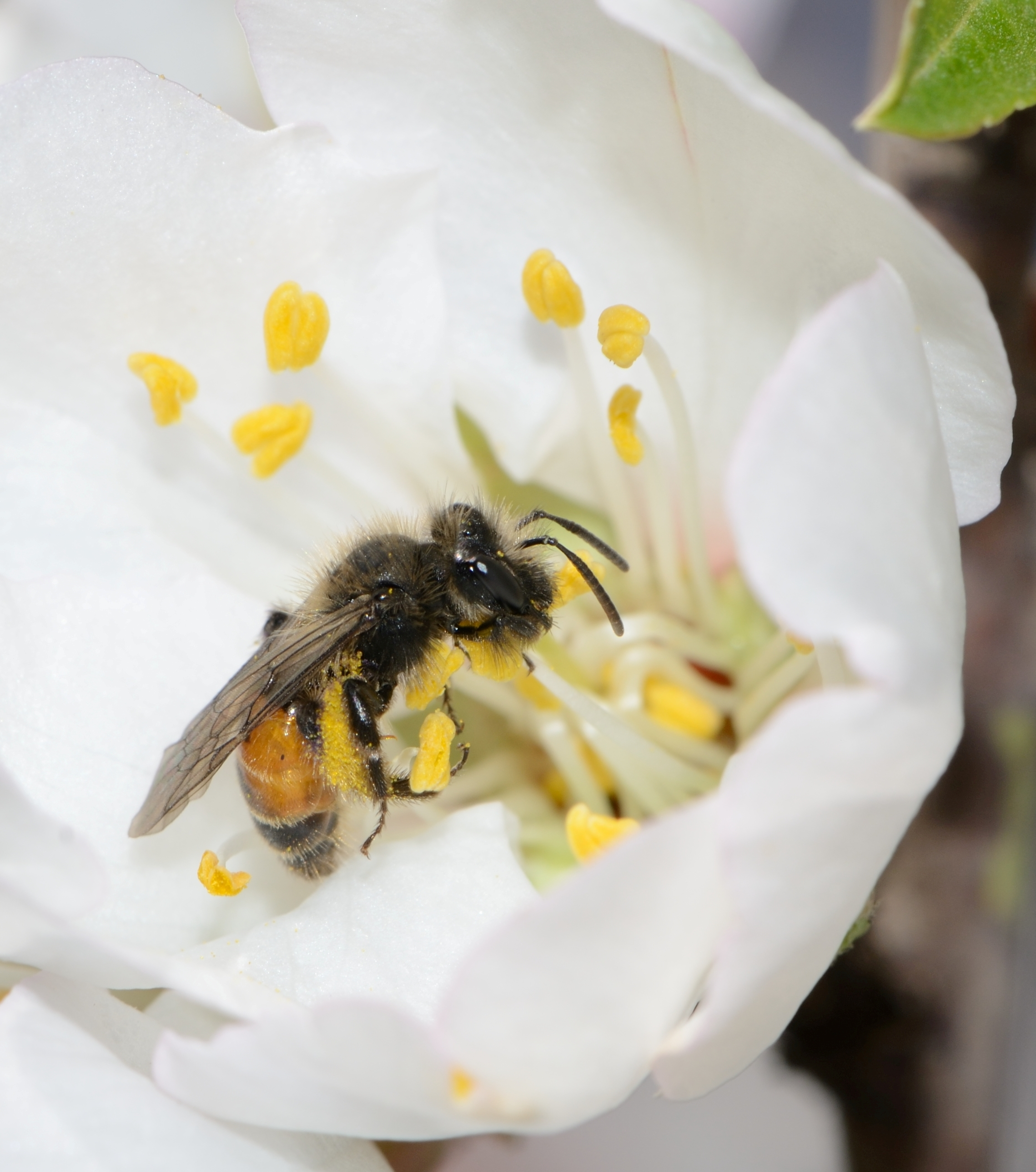
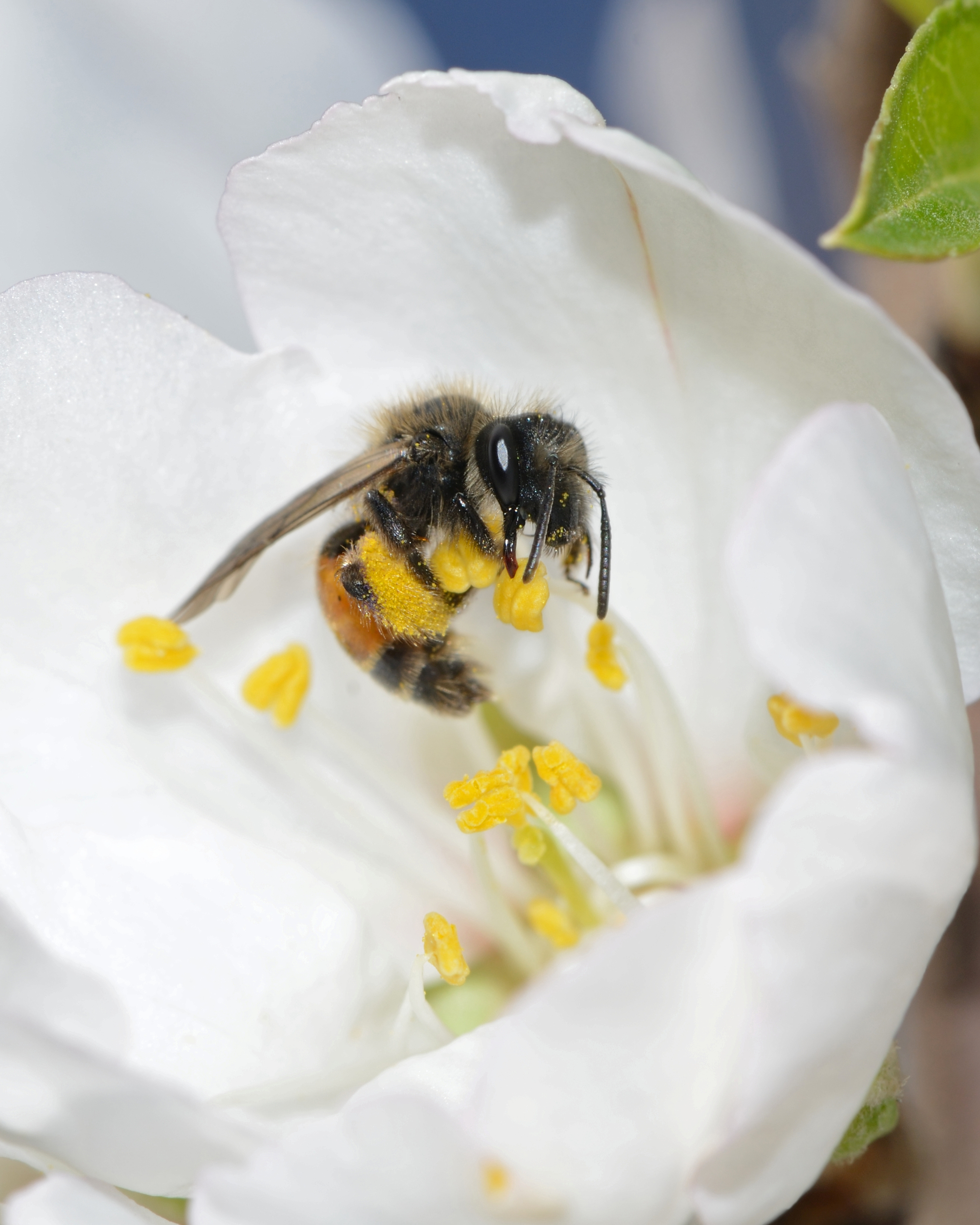
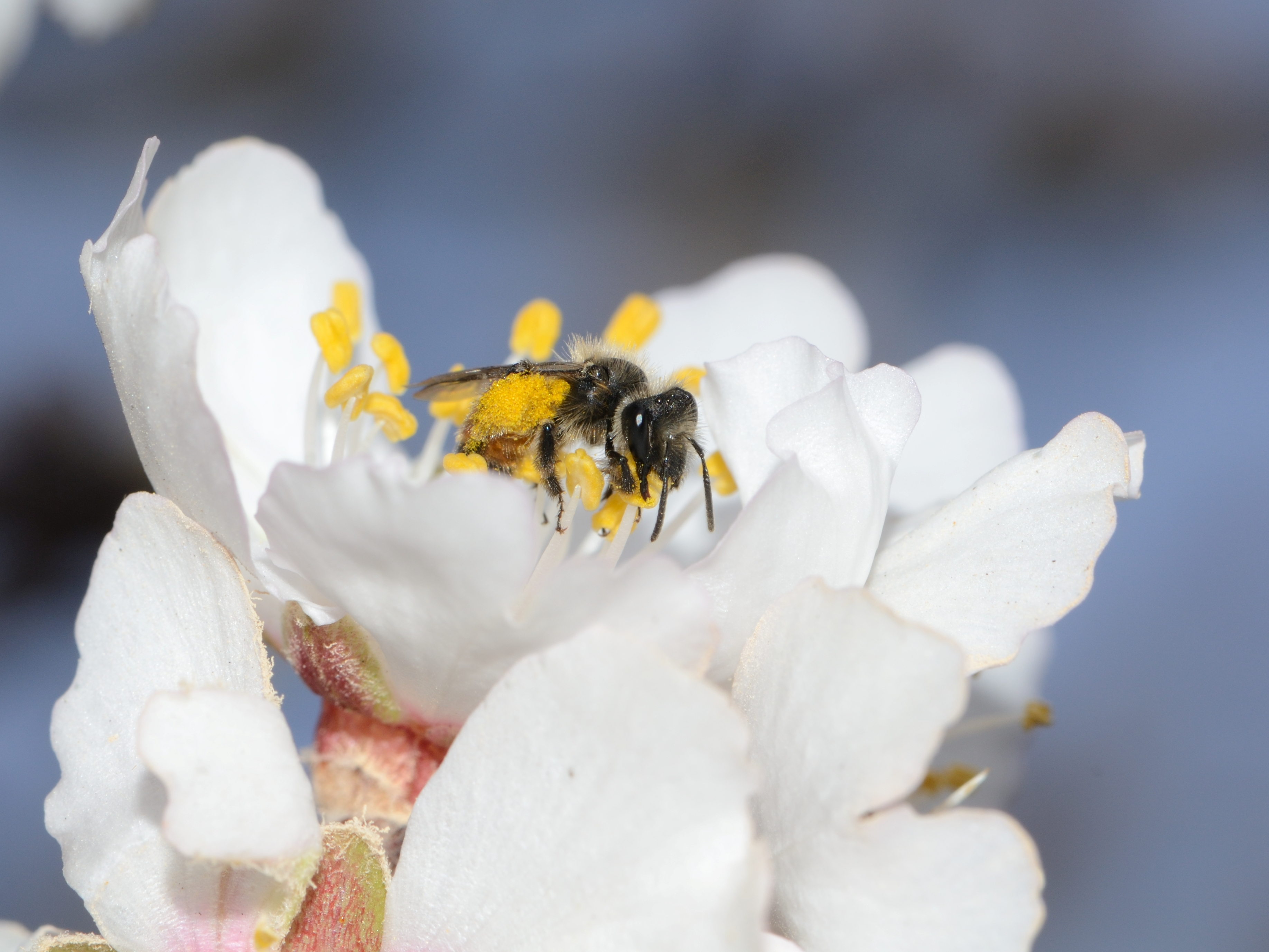
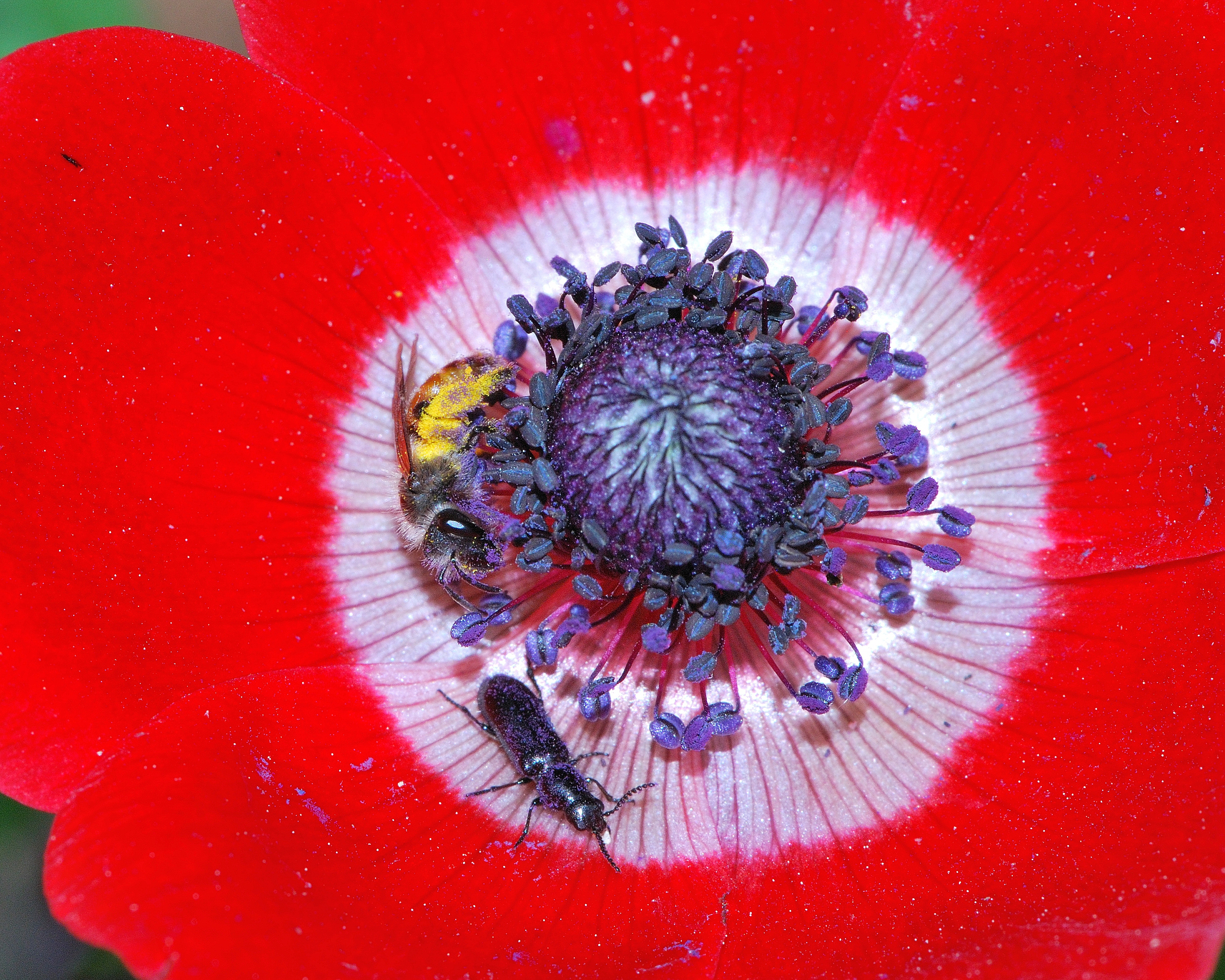